# 蘇壎
苏壎，字宫声，福建晋江人，清朝政治人物、同进士出身。
康熙三十年（1700年）庚辰科进士，授江寧縣知縣，曾經保護方苞免受害，后因捕盗被劾，為百姓愛戴。